# Mujeres infieles (película de 1993)
Mujeres infieles es una película mexicana de episodios filmada en 1993, pero no estrenada comercialmente hasta el 17 de febrero de 1995, que fue dirigida por Gilberto Martínez Solares junto con su hijo Adolfo Martínez Solares.

## Sinopsis
La cinta narra tres historias acerca de igual número de mujeres de clase media alta y alta de Ciudad de México que tienen en común el haberles sido infieles a sus respectivas parejas:
Julieta
Es una mujer casada desde hace 10 años con Eduardo, un publicista adicto al trabajo, y ella todos los días miércoles se va a Cuernavaca a verse con su prima Leticia pero, en realidad, dichas salidas son una excusa para encontrarse con su amante Marcelo, hasta que un día este le comunica a ella que lo van a trasladar a Tijuana por cuestiones de trabajo y le propone que abandone a su marido para irse con él.
La mujer rechaza la oferta y Marcelo le regala poco antes de su partida un carísimo collar por lo que, para justificar la aparición de dicha prenda ante su esposo, ella empeña dicha joya y finge haber encontrado la factura. Eduardo termina recogiendo el collar pero, cuando Julieta se encuentra en su oficina para buscarlo, ella recibe la mayor sorpresa de su vida. 
Clara
Es una chica caprichosa y voluble quien está comprometida para casarse con Ricardo, un abogado, hasta que ella conoce a Alfonzo, el arquitecto encargado de la remodelación del departamento en donde va a vivir la pareja cuando se case. Ambos se llevan mal desde el primer momento ya que él hace tiempo tuvo un affaire con Alicia, la mejor amiga de Clara, el cual terminó con el intento de suicidio de aquella.
Unos días después, Alfonzo llega a casa de Clara con unas muestras de persianas para la decoración del departamento y la encuentra bastante enfadada y llorosa. La joven le cuenta que se siente así por el hecho de que es su cumpleaños, pero que tanto sus padres como sus amistades y su novio se excusaron por no poder reunirse con ella ese día debido a otros compromisos; a lo que el joven aprovecha la ocasión para seducirla y la pareja termina haciendo el amor en su cuarto hasta que, horas más tarde, la cumpleañera y su amante bajan desnudos a la sala hasta que, súbitamente, alguien enciende la luz y vemos que, en realidad, los allegados de Clara le habían organizado una fiesta sorpresa para ella... pero, al final, la misma terminará provocando una tragedia.
Mariana
Es una mujer casada desde hace 10 años con Rafael y tienen una hija, pero ella se siente insatisfecha con su matrimonio hasta que decide contactar por medio de un anuncio de contactos en una revista a Armando, un hombre mucho mayor que ella.
La mujer mantiene una doble vida sin que nadie se entere hasta que, cuando ella decide terminar con su amante, Rafael decide vender la casa por cuestiones de trabajo y el comprador es nada más y nada menos que el mismísimo Armando y con ello se desata una auténtica historia de terror, ya que ahora él está obsesionado con Mariana y luego descubrimos que, en realidad, Armando es un peligroso psicópata.

## Elenco
- Lina Santos ... Julieta
- Hugo Stiglitz ... Eduardo
- Miguel Ángel Rodríguez ... Marcelo
- Claudia Vega ... Clara
- Raúl Araiza Herrera ... Ricardo
- Rafael Rojas ... Alfonzo
- Elizabeth Katz ... Mariana
- José Alonso ... Rafael
- Enrique Rocha ... Armando
- Juan Carlos Colombo  ... Psiquiatra
- Zoraida Gómez  ... Cristina
- Michelle Mayer
- Sergio Sánchez
- Mineko Mori
- Memo Muñoz
- María Moreno
- Tatiana Woolrich
- Guadalupe Bolaños
- Laura Baque
- Sara Monar
- Gerardo Sánchez
- Patricia Bolaños

## Premios
Mejor película extranjera en el XXVIII Festival Internacional de Cine de Houston de 1995.